# Lauren Van Ness
Lauren Van Ness (14 novembre 1983) è un'ex sciatrice alpina statunitense.

## Biografia
Attiva in gare FIS dal dicembre del 1998, in Nor-Am Cup la Van Ness esordì il 22 novembre 1999 a Breckenridge in slalom gigante, senza completare la prova, e ottenne la prima vittoria, nonché primo podio, il 3 febbraio 2002 ad Aspen in supergigante; nella stagione successiva conquistò le altre sue due vittorie nel circuito (l'ultima il 10 febbraio 2003 ad Aspen in discesa libera). Disputò tre gare in Coppa del Mondo, a Lake Louise tra il 5 e il 7 dicembre 2003, classificandosi 54ª e 55ª in discesa libera e 49ª in supergigante. Il 24 febbraio 2004 ottenne l'ultimo podio in Nor-Am Cup, a Big Mountain in discesa libera (3ª), e si ritirò al termine di quella stessa stagione 2003-2004; la sua ultima gara fu uno slalom gigante FIS disputato il 6 aprile a Breckenridge, chiuso dalla Van Ness all'8º posto. In carriera non prese parte a rassegne olimpiche o iridate.

## Palmarès

### Nor-Am Cup
- Miglior piazzamento in classifica generale: 4ª nel 2003
- 8 podi:
  - 3 vittorie
  - 3 secondi posti
  - 2 terzi posti

#### Nor-Am Cup - vittorie
| Data             | Località | Paese       | Specialità |
| ---------------- | -------- | ----------- | ---------- |
| 3 febbraio 2002  | Aspen    | Stati Uniti | SG         |
| 9 febbraio 2003  | Aspen    | Stati Uniti | DH         |
| 10 febbraio 2003 | Aspen    | Stati Uniti | SG         |

Legenda:

DH = discesa libera

SG = supergigante

### South American Cup
- Miglior piazzamento in classifica generale: 8ª nel 2001
- 2 podi:
  - 2 terzi posti